# متنزه بانف الوطني

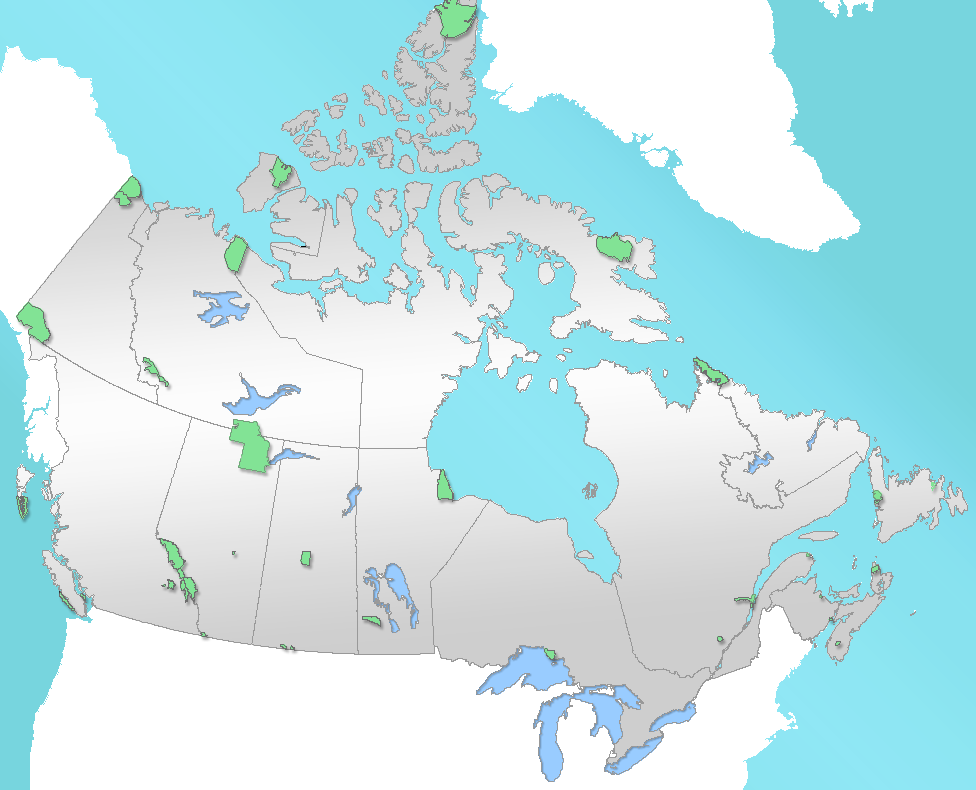
المناطق التي يشملها متنزّه بانف الوطني في كندا

متنزّه بانف الوطني من أقدم المتنزّهات الوطنية، انشئت في 1885 في جبال روكي الكندية. المتنزّه يمتد على 110-180 كيلومتر (70-110 ميل) إلى الغرب من كالغاري في مقاطعة ألبرتا، ويشمل 6641 كيلومتر مربع (2564 ميل مربع) من الأراضي الجبلية، والعديد من الأنهار الجليدية والغابات كثيفة الصنوبريات.

## المناخ
يظهر الجدول التالي التغييرات المناخية على مدار السنة لمتنزّه بانف الوطني:
| البيانات المناخية لـمتنزّه بانف الوطني                | البيانات المناخية لـمتنزّه بانف الوطني | البيانات المناخية لـمتنزّه بانف الوطني | البيانات المناخية لـمتنزّه بانف الوطني | البيانات المناخية لـمتنزّه بانف الوطني | البيانات المناخية لـمتنزّه بانف الوطني | البيانات المناخية لـمتنزّه بانف الوطني | البيانات المناخية لـمتنزّه بانف الوطني | البيانات المناخية لـمتنزّه بانف الوطني | البيانات المناخية لـمتنزّه بانف الوطني | البيانات المناخية لـمتنزّه بانف الوطني | البيانات المناخية لـمتنزّه بانف الوطني | البيانات المناخية لـمتنزّه بانف الوطني | البيانات المناخية لـمتنزّه بانف الوطني |
| الشهر                                                | يناير                                 | فبراير                                | مارس                                  | أبريل                                 | مايو                                  | يونيو                                 | يوليو                                 | أغسطس                                 | سبتمبر                                | أكتوبر                                | نوفمبر                                | ديسمبر                                | المعدل السنوي                         |
| ---------------------------------------------------- | ------------------------------------- | ------------------------------------- | ------------------------------------- | ------------------------------------- | ------------------------------------- | ------------------------------------- | ------------------------------------- | ------------------------------------- | ------------------------------------- | ------------------------------------- | ------------------------------------- | ------------------------------------- | ------------------------------------- |
| الدرجة القصوى قرينة الرطوبة                          | 12.2                                  | 14.3                                  | 16.1                                  | 24.4                                  | 29.0                                  | 30.0                                  | 33.0                                  | 32.8                                  | 30.4                                  | 24.9                                  | 15.0                                  | 12.2                                  | 33.0                                  |
| الدرجة القصوى °م (°ف)                                | 12.2 (54.0)                           | 14.7 (58.5)                           | 17.2 (63.0)                           | 25.6 (78.1)                           | 29.4 (84.9)                           | 33.3 (91.9)                           | 34.4 (93.9)                           | 33.9 (93.0)                           | 31.0 (87.8)                           | 26.5 (79.7)                           | 16.5 (61.7)                           | 12.5 (54.5)                           | 34.4 (93.9)                           |
| متوسط درجة الحرارة الكبرى °م (°ف)                    | −4.6 (23.7)                           | −0.4 (31.3)                           | 4.5 (40.1)                            | 9.5 (49.1)                            | 14.5 (58.1)                           | 18.5 (65.3)                           | 21.9 (71.4)                           | 21.3 (70.3)                           | 16.3 (61.3)                           | 10.1 (50.2)                           | 0.2 (32.4)                            | −5.1 (22.8)                           | 8.9 (48.0)                            |
| المتوسط اليومي °م (°ف)                               | −9.3 (15.3)                           | −6.0 (21.2)                           | −1.4 (29.5)                           | 3.5 (38.3)                            | 8.1 (46.6)                            | 12.0 (53.6)                           | 14.6 (58.3)                           | 14.1 (57.4)                           | 9.5 (49.1)                            | 4.4 (39.9)                            | −4.1 (24.6)                           | −9.2 (15.4)                           | 3.0 (37.4)                            |
| متوسط درجة الحرارة الصغرى °م (°ف)                    | −14.1 (6.6)                           | −11.6 (11.1)                          | −7.3 (18.9)                           | −2.5 (27.5)                           | 1.7 (35.1)                            | 5.4 (41.7)                            | 7.4 (45.3)                            | 6.9 (44.4)                            | 2.7 (36.9)                            | −1.3 (29.7)                           | −8.4 (16.9)                           | −13.3 (8.1)                           | −2.9 (26.8)                           |
| أدنى درجة حرارة °م (°ف)                              | −51.2 (−60.2)                         | −45.0 (−49.0)                         | −40.6 (−41.1)                         | −27.2 (−17.0)                         | −17.8 (0.0)                           | −3.9 (25.0)                           | −1.7 (28.9)                           | −4.5 (23.9)                           | −16.7 (1.9)                           | −27.0 (−16.6)                         | −40.6 (−41.1)                         | −48.3 (−54.9)                         | −51.2 (−60.2)                         |
| أدنى درجة حرارة تبريد الرياح                         | −52.1                                 | −49.1                                 | −41.8                                 | −37.0                                 | −21.1                                 | −5.3                                  | −3.2                                  | −4.7                                  | −14.4                                 | −28.7                                 | −43.1                                 | −50.6                                 | −52.1                                 |
| الهطول مم (إنش)                                      | 27.5 (1.08)                           | 21.9 (0.86)                           | 23.4 (0.92)                           | 32.4 (1.28)                           | 59.6 (2.35)                           | 61.7 (2.43)                           | 54.2 (2.13)                           | 60.1 (2.37)                           | 42.1 (1.66)                           | 29.4 (1.16)                           | 26.8 (1.06)                           | 33.2 (1.31)                           | 472.3 (18.59)                         |
| معدل هطول الأمطار مم (إنش)                           | 2.9 (0.11)                            | 1.7 (0.07)                            | 2.7 (0.11)                            | 12.6 (0.50)                           | 44.3 (1.74)                           | 59.8 (2.35)                           | 54.1 (2.13)                           | 60.0 (2.36)                           | 37.0 (1.46)                           | 13.8 (0.54)                           | 4.4 (0.17)                            | 3.1 (0.12)                            | 296.2 (11.66)                         |
| متوسط تساقط الثلوج سم (إنش)                          | 34.1 (13.4)                           | 29.3 (11.5)                           | 28.1 (11.1)                           | 22.5 (8.9)                            | 17.0 (6.7)                            | 1.8 (0.7)                             | 0.0 (0.0)                             | 0.2 (0.1)                             | 5.7 (2.2)                             | 19.8 (7.8)                            | 32.3 (12.7)                           | 43.2 (17.0)                           | 234.1 (92.2)                          |
| متوسط أيام هطول الأمطار (≥ 0.2 mm)                   | 10.7                                  | 9.9                                   | 10.2                                  | 10.9                                  | 13.4                                  | 15.0                                  | 14.5                                  | 15.0                                  | 11.0                                  | 9.3                                   | 10.0                                  | 11.1                                  | 141.0                                 |
| متوسط الأيام الممطرة (≥ 0.2 mm)                      | 0.8                                   | 0.9                                   | 1.6                                   | 4.8                                   | 11.7                                  | 14.9                                  | 14.5                                  | 14.9                                  | 10.0                                  | 5.6                                   | 2.3                                   | 1.0                                   | 82.9                                  |
| متوسط الأيام المثلجة (≥ 0.2 cm)                      | 11.1                                  | 9.8                                   | 10.0                                  | 7.9                                   | 4.1                                   | 0.4                                   | 0.0                                   | 0.2                                   | 2.2                                   | 4.9                                   | 9.2                                   | 11.2                                  | 71.0                                  |
| ساعات سطوع الشمس الشهرية                             | 58.9                                  | 93.2                                  | 127.1                                 | 159.0                                 | 201.5                                 | 207.0                                 | 254.2                                 | 213.9                                 | 171.0                                 | 130.2                                 | 81.0                                  | 43.4                                  | 1٬740٫4                               |
| ساعات سطوع الشمس اليومية                             | 1.9                                   | 3.3                                   | 4.1                                   | 5.3                                   | 6.5                                   | 6.9                                   | 8.2                                   | 6.9                                   | 5.7                                   | 4.2                                   | 2.7                                   | 1.4                                   | 4.8                                   |
| المصدر #1: Environment Canada                        |                                       |                                       |                                       |                                       |                                       |                                       |                                       |                                       |                                       |                                       |                                       |                                       |                                       |
| المصدر #2: الأرصاد الجوية الألمانية (sun, 1948–1970) |                                       |                                       |                                       |                                       |                                       |                                       |                                       |                                       |                                       |                                       |                                       |                                       |                                       |